# كارلوس آرثر نوزمان
كارلوس آرثر نوزمان (مواليد 17 مارس 1942) هو محام برازيلي ولاعب كرة طائرة سابق، تنافس احترافيًا من عام 1957 إلى 1972 ومثل المنتخب الوطني بين عامي 1962 و 1968. كان نوزمان جزءًا من أول فريق برازيلي للكرة الطائرة للرجال في الألعاب الأولمبية الصيفية 1964، عندما ظهرت الرياضة لأول مرة في الألعاب الأولمبية. أصبح لاحقًا إداريًا في الاتحاد البرازيلي للكرة الطائرة (CBV) واللجنة الأولمبية الدولية (IOC). كان قائدًا لـملف ريو دي جانيرو لاستضافة الألعاب الأولمبية الصيفية 2016 وعُين لاحقًا رئيسًا لـاللجنة المنظمة لألعاب ريو 2016 الأولمبية والبارالمبية (ريو 2016).

## سيرة شخصية
ولد نوزمان عام 1942 في ريو دي جانيرو. كان أجداده مهاجرين روس-يهود.
كان رئيسًا لـالاتحاد البرازيلي للكرة الطائرة (CBV) لمدة عشرين عامًا (1975-1995)، وهي فترة تفوقت فيها المنتخبات الوطنية على المستوى الدولي. منذ عام 1995، شغل نوزمان منصب رئيس اللجنة الأولمبية البرازيلية (COB) وعضوًا في اللجنة الأولمبية الدولية (IOC) ومنظمة الرياضة الأمريكية (PASO).
في عام 2011 حصل على الجنسية الروسية
شغل نوزمان منصب رئيس اللجنة المنظمة لألعاب ريو 2016 الأولمبية والبارالمبية. كما كان قائدًا لـملف ريو الناجح لـالألعاب الأولمبية الصيفية 2016. تم إدخاله إلى قاعة مشاهير الكرة الطائرة في عام 2007.

### أكتوبر 2017: الاعتقال والتحقيق
في 5 سبتمبر 2017، جرت مبادرة جديدة لـعملية غسيل السيارات، سُميت بـ "اللعب غير النزيه"، في ريو دي جانيرو؛ نوزمان متهم برشوة اللجنة الأولمبية الدولية لانتخاب المدينة كمضيفة للألعاب الأولمبية الصيفية 2016. بعد شهر واحد، تم القبض على نوزمان وسط تحقيق في مخطط لشراء الأصوات لجلب الألعاب الأولمبية إلى ريو دي جانيرو. كعضو فخري في اللجنة الأولمبية الدولية، تم احتجازه للاستجواب في سبتمبر 2017 من قبل السلطات البرازيلية والفرنسية. يقولون إنه شخصية مركزية في تحويل مليوني دولار إلى لامين دياك، عضو سابق في اللجنة الأولمبية الدولية من السنغال ساعد في تأمين الأصوات عندما تم اختيار ريو من قبل اللجنة الأولمبية الدولية في عام 2009. بعد خمسة عشر يومًا من السجن، تم تخفيف حكم نوزمان إلى إقامة جبرية ومراقبة قضائية، بشرط تسليم جواز سفره، ومنعه من مغادرة ريو دي جانيرو والوصول إلى مرافق اللجنة الأولمبية البرازيلية، وتقديم نفسه بانتظام للعدالة. شهدت محاكمة نوزمان الرئيس السابق لويس إيناسيو لولا دا سيلفا ولاعب كرة القدم الشهير بيليه من بين الشهود.

### نوفمبر 2021: الحكم بالسجن لمدة 30 عامًا
حكم القاضي مارسيلو بريتاس، من المحكمة الجنائية الفيدرالية السابعة في ريو دي جانيرو، على الرئيس السابق للجنة الأولمبية البرازيلية (COB)، كارلوس آرثر نوزمان، بالسجن لمدة 30 عامًا و 11 شهرًا وثمانية أيام لجرائم الفساد السلبي، والجريمة المنظمة، وغسيل الأموال، والتهرب من العملات.
العملية هي نتيجة لعملية "اللعب غير النزيه"، التي حققت في شراء الأصوات لاختيار ريو كمكان لأولمبياد 2016. لا يزال نوزمان حرًا في استئناف القرار. قال دفاعه إن القاضي أدانه دون أدلة وأن هذا سيتم تصحيحه عندما تنظر المحكمة في الاستئناف.
كانت الوزارة العامة الفيدرالية هي التي قدمت شكوى ضد الرئيس السابق للجنة الأولمبية البرازيلية (COB) كارلوس آرثر نوزمان، والحاكم السابق لريو، سيرجيو كابرال فيلهو، ورجل الأعمال آرثر سيزار دي مينيزيس سواريس فيلهو، والمدير السابق للعمليات في لجنة ريو 2016، ليوناردو غرينر، وقادة ألعاب القوى السنغاليين لامين دياك وابنه بابا دياك. نظرًا لأنهم يقيمون في فرنسا والسنغال، تم رفض قضايا القادة الأجانب، كما حدث مع ريو آرثر، الذي يقيم أيضًا في الولايات المتحدة.قالب:تحديث مصدر